# Birgit Adam
Pour les articles homonymes, voir Adam (homonymie).
Birgit Adam (Friedberg, 1971) est une autrice, scientifique et directrice littéraire allemande. 